# Canton de Lanvollon
Le canton de Lanvollon est une ancienne division administrative française, située dans le département des Côtes-d'Armor et la région Bretagne.

## Histoire
- De 1833 à 1840, les cantons d'Etables et de Lanvollon avaient le même conseiller général. Le nombre de conseillers généraux par département était limité à 30[1].
- De 1840 à 1848, les cantons de Châtelaudren et de Lanvollon avaient le même conseiller général. Le nombre de conseillers généraux par département était limité à 30[2].

## Représentation

### Conseillers généraux de 1833 à 2015
| Période                                  | Période           | Identité                                          | Étiquette    | Qualité |
| ---------------------------------------- | ----------------- | ------------------------------------------------- | ------------ | --- |
| 1833                                     | 1839              | François Duval (1780-1865)                        |              | Notaire, maire de Lanvollon |
| 1839                                     | 1848              | Armand Charles Marie de Floyd (1783-1852)         |              | Propriétaire, maire de Pommerit-le-Vicomte, conseiller d'arrondissement                                                                                           |
| 1848                                     | 1883 (décès)      | Silvain Duval (fils de F.Duval)                   | Monarchiste  | Armateur, négociant Maire de Paimpol (1855-1878) Sénateur (1880-1883) Président du conseil général (1874-1883)                                                    |
| 1883                                     | 1888 (décès)      | François Marie Duval (1812-1888, fils de F.Duval) |              | Notaire Maire de Lanvollon (1855-1870 et 1871-1888) |
| 1888                                     | 1895              | Edouard Duval (fils de François Marie Duval)      | Conservateur | Notaire, maire de Lanvollon |
| 1895                                     | 1906 (décès)      | Charles Le Bourdellès                             | Républicain  | Médecin - Maire de Pommerit-le-Vicomte (1896-?) |
| 1906                                     | 1924 (décès)      | Edouard Duval                                     | Conservateur | Notaire, maire de Lanvollon |
| 1924                                     | 1925 (décès)      | Henri Duval (fils du précédent)                   | Conservateur | Maire de Lanvollon (1924-1925) |
| 1926                                     | 1927 (annulation) | Yves Corlay                                       | Rad.         | Receveur-buraliste à Pommerit-le-Vicomte |
| 1927                                     | 1940              | Emile Le Hénaff                                   | Rad.         | Vétérinaire à Lanvollon |
|                                          |                   |                                                   |              | |
| 1945                                     | 1951              | Augustin Raoul (1889-1967)                        | MRP          | Cultivateur à Pommerit-le-Vicomte |
| 1951                                     | 1958              | Henri Bouret                                      | MRP puis JR  | Sous-Préfet (originaire de Lanvollon) Député (1945-1955) |
| 1958                                     | 1964              | Joseph Page                                       | MRP          | Cultivateur exploitant Maire de Pommerit-le-Vicomte |
| 1964                                     | 1976              | Pierre Le Coquil (1911-2007)                      | PSU puis PS  | Agriculteur Maire de Gommenec'h (1947-1959 et 1965-1983) |
| 1976                                     | 1983 (décès)      | Raymond Boizard (1938-1983)                       | PS           | Technicien agricole à la Chambre d'agriculture Maire de Pléguien (1983) Premier vice-président du Conseil général, député suppléant de Maurice Briand (1981-1983) |
| 1983                                     | 2015              | Jean Le Floc'h                                    | PS           | Agriculteur, ancien Président du CDJA Maire de Pommerit-le-Vicomte (1977-2006)                                                                                    |
| Les données manquantes sont à compléter. |                   |                                                   |              | |

### Conseillers d'arrondissement (de 1833 à 1940)
| Période                                  | Période      | Identité                                      | Étiquette       | Qualité |
| ---------------------------------------- | ------------ | --------------------------------------------- | --------------- | --- |
| 1833                                     | 1836         | M. Mazé                                       |                 | Conseiller à la Cour royale de Rennes                                                                       |
| 1836                                     | 1839         | Armand Charles Marie de Floyd                 |                 | Propriétaire à Pommerit-le-Vicomte                                                                          |
| 1839                                     | 1858         | Pierre Drillet                                |                 | Entrepreneur à Lanvollon                                                                                    |
| 1858                                     |              | Théodore de Floyd                             |                 | Propriétaire à Lanvollon, maire de Pommerit-le-Vicomte                                                      |
|                                          |              |                                               |                 | |
|                                          | 1900 (décès) | Guillaume Bonaventure Marie Dollo (1835-1900) |                 | Propriétaire, greffier de la justice de paix à Lanvollon                                                    |
| 1900                                     | 1928         | Yves Monjaret                                 | Antiministériel | Cultivateur, adjoint au maire puis maire du Merzer                                                          |
| 1928                                     | 1940         | Jean Turban                                   | Radical         | Cultivateur, conseiller municipal du Merzer                                                                 |
| 1940                                     |              |                                               |                 | Les conseils d'arrondissement ont été suspendus par la loi du 12 octobre 1940 et n'ont jamais été réactivés |
| Les données manquantes sont à compléter. |              |                                               |                 | |

## Composition
Le canton de Lanvollon regroupait 11 communes et compte 7 553 habitants (recensement de 1999 sans doubles comptes).
| Communes            | Population (2012) | Code postal | Code Insee |
| ------------------- | ----------------- | ----------- | ---------- |
| Le Faouët           | 273               | 22290       | 22057      |
| Gommenec'h          | 475               | 22290       | 22063      |
| Lannebert           | 354               | 22290       | 22112      |
| Lanvollon           | 1 388             | 22290       | 22121      |
| Le Merzer           | 799               | 22200       | 22150      |
| Pléguien            | 1 011             | 22290       | 22177      |
| Pommerit-le-Vicomte | 1 728             | 22200       | 22248      |
| Tréguidel           | 540               | 22290       | 22361      |
| Tressignaux         | 534               | 22290       | 22375      |
| Tréméven            | 277               | 22290       | 22370      |
| Trévérec            | 174               | 22290       | 22378      |

## Démographie
| 1962  | 1968  | 1975  | 1982  | 1990  | 1999  | 2006  | 2011  | 2012  |
| ----- | ----- | ----- | ----- | ----- | ----- | ----- | ----- | ----- |
| 7 732 | 7 135 | 6 896 | 7 106 | 7 168 | 7 553 | 8 219 | 8 854 | 8 953 |